# Veľký vrch (Východoslovenská rovina)
Veľký vrch (272 m n. m.) je vrchol v okrese Trebišov na jihovýchodním Slovensku, nejvyšší bod geomorfologické části Veľký vrch v rámci Východoslovenské roviny. Vypíná se na pravém břehu řeky Ondavy nad obcí Brehov.
Vrch utvářejí přeměněné horniny centrálních vulkanických zón. Jde o výrazně se vypínající andezitový suk v rovinaté krajině. Vrch je zároveň lokalitou výskytu vzácné trávy zlatovousu jižního (Chrysopogon gryllus) a nalezištěm řady minerálů. Z vrcholu se naskýtá kruhový výhled na Východoslovenskou rovinu. Na severních svazích sa nacházejí tři andezitové kamenolomy, na západním svahu vinice, nad jižním úpatím jsou v lese zachované nepatrné zbytky hradu.